# Lin-4
lin-4是最早发现的microRNA，1993年由维克托·安布罗斯等人在模式生物秀麗隱桿線蟲的基因组中发现。
 这是第一个被发现的miRNA，是一类参与基因调控的非編碼核糖核酸。 miRNA转录形成70碱基的前体后由Dicer酶切割形成21碱基的产物。 发夹结构前体的范围一般不为人所知，是根据发夹结构预测来估计的。这些产物被认为通过与mRNA完全或部分互补而发挥调节作用。已发现lin-4基因位于一个单独宿主基因lho-1的 4.11kb 内含子内（参见 （页面存档备份，存于））。

## 转录
lin-4由自主miRNA启动子转录，并受发育调控，lin-4 miRNA积累发生在胚胎后发育的L2阶段。 此外，在lin-4成熟形式出现时，内源性lin-4 初级转录本也会上调。 lin-4位于秀丽隐杆线虫的II号染色体上，与lin-14 mRNA 的3' 非轉譯區 (UTR)中的序列互补，该互补转录本含有7个结合位点以及9个核苷酸核心元素CUCAGGGAA。lin-4:lin-14双链体呈现出一种不寻常的扭结结构，这是由于碱基对不匹配导致凹槽尺寸和碱基堆积发生变化所致。 该lin-4:lin-14对与秀丽隐杆线虫中的IGF-1通路有关，与其发育的改变有关。

## 發育影響
lin-4決定線蟲幼蟲發育事件的開始。 lin-4功能喪失（lf）突變會導致發育遲緩，從最初的早期階段到後期的幼蟲階段。後果包括異時期(heterochrony)發育模式，如外阴和成蟲角質層結構的喪失。lin-4是lin-14的負性調節因子，抑制LIN-14蛋白質的累積。它也以lin-28為目標，並透過轉譯抑制來降低其蛋白質的表達。lin-4與目標之間的碱基配对是不連續的，由兩個短螺旋組成。